# Larry Hogan

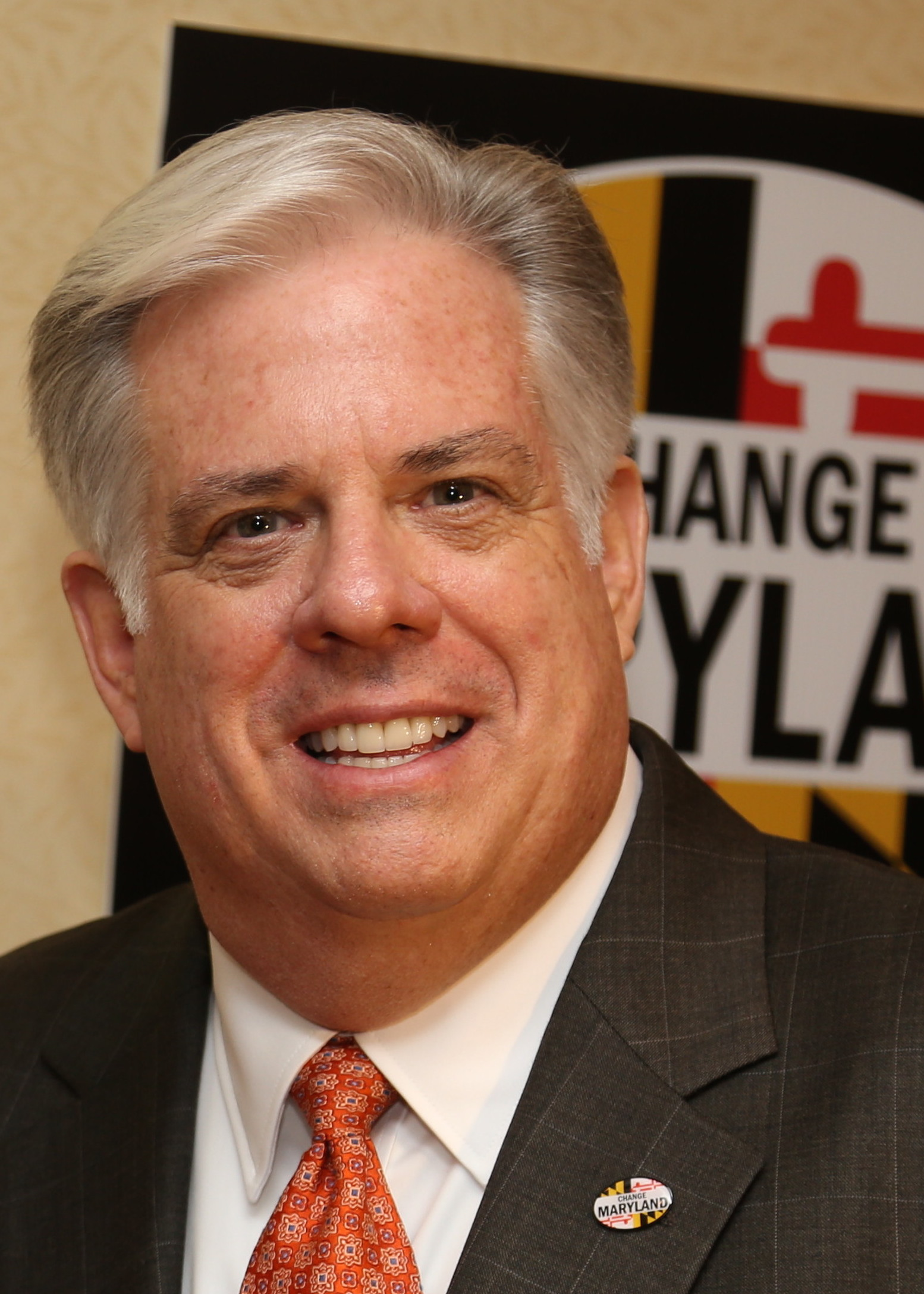
Hogan in 2013

Lawrence Joseph (Larry) Hogan, Jr. (Washington D.C., 25 mei 1956) is een Amerikaanse ondernemer en politicus van de Republikeinse Partij. Tussen 2015 en 2023 was hij de gouverneur van de Amerikaanse staat Maryland.

## Biografie
Hogan werd geboren in de Amerikaanse hoofdstad Washington en groeide op in het nabijgelegen Landover. Zijn ouders (beiden van Ierse afkomst) scheidden toen hij 16 was, waarna hij met zijn moeder naar Florida verhuisde. In 1974 ging Hogan politieke wetenschappen studeren aan de Florida State University, waar hij vier jaar later een Bachelor of Arts behaalde. Tijdens deze studie was hij tevens, als assistent van de Republikeinse afgevaardigde Thomas Lewis, werkzaam op het capitool van Florida in Tallahassee.
Hogans vader, Lawrence Hogan sr., was eveneens politiek actief voor de Republikeinse Partij. Tussen 1969 en 1975 zetelde hij in het federale Huis van Afgevaardigden namens het 5e congresdistrict van Maryland. Hij zegde deze baan op om een gooi te doen naar het gouverneurschap van Maryland, maar werd uitgeschakeld in de Republikeinse voorverkiezing. Zijn zetel in het Huis van Afgevaardigden was ondertussen ingenomen door Gladys Spellman. Toen zij in 1981 aftrad wegens gezondheidsredenen, deed de 24-jarige Hogan jr. een poging de voormalige zetel van zijn vader te veroveren. Hier slaagde hij echter niet in. Elf jaar later, in 1992, zou hij nogmaals voor dezelfde zetel strijden, maar stuitte toen op een sterke campagne van de zittende Democraat Steny Hoyer.
In 1985 richtte Hogan het vastgoedbedrijf Hogan Companies op, waarna hij achttien jaar actief bleef in de particuliere sector. Tussen 2003 en 2007 was hij verantwoordelijk voor overheidsbenoemingen onder toenmalig gouverneur Robert Ehrlich.

### Gouverneurschap
In 2014 stelde Hogan zich verkiesbaar om Martin O'Malley op te volgen als gouverneur van Maryland. De voorverkiezing van de Republikeinse Partij wist hij gemakkelijk te winnen en bij de algemene verkiezingen moest hij het vervolgens opnemen tegen de Democratische kandidaat en toenmalig luitenant-gouverneur Anthony Brown. Hogan behaalde met 51% de meeste stemmen en werd daarmee verkozen tot gouverneur. Op 21 januari 2015 werd hij tijdens een hevige sneeuwbui beëdigd op de trappen van het Maryland State House in de hoofdstad Annapolis.
Hogan wordt omschreven als een gematigde Republikein, die ook veel populariteit geniet onder Democraten. Meermaals bekritiseerde hij beslissingen van zijn partijgenoot president Trump. In tegenstelling tot het verleden stond hij als gouverneur betrekkelijk positief tegenover het homohuwelijk en abortus, zaken die beide al langer een legale status hebben in Maryland.
In 2015 cancelde Hogan een geplande grootschalige uitbreiding van het lightrailnetwerk in Baltimore. Het project zou gefinancierd worden door de federale overheid, maar Hogan gaf de voorkeur aan het investeren in autowegen. In het voorjaar van datzelfde jaar riep hij in Baltimore de noodtoestand uit wegens grote ongeregeldheden die plaatsvonden na de dood van een zwarte man, die tijdens een arrestatie door vermoedelijk politiegeweld om het leven kwam. Met het aanscherpen van de wapenwetten in Maryland verloor Hogan in 2018 de steun van de National Rifle Association.
Bij de gouverneursverkiezingen van 2018 werd Hogan met ruim 55% van de stemmen verkozen voor een tweede ambtstermijn. Hierbij versloeg hij zijn Democratische tegenstander Ben Jealous. Het was de eerste keer sinds 1954 dat een Republikein werd herkozen als gouverneur van Maryland. Tussen 2019 en 2020 was Hogan tevens voorzitter van de National Governors Association.
Na twee volledige ambtstermijnen mocht Hogan zich als gouverneur niet nogmaals verkiesbaar stellen. Hij werd op 18 januari 2023 opgevolgd door de Democraat Wes Moore.

### Persoonlijk
In juni 2015 werd Hogan gediagnosticeerd met het non-hodgkinlymfoom, waarna hij een behandeling van intensieve chemotherapie onderging. Waar nodig nam luitenant-gouverneur Boyd Rutherford in deze periode zijn taken waar. In oktober 2016 werd Hogan kankervrij verklaard.
Hogan is sinds 2004 gehuwd met Yumi Kim, een Zuid-Koreaanse kunstenares. Hij is de stiefvader van drie kinderen uit Kims eerdere huwelijk.
- Gemeinsame Normdatei: 1213978378
- International Standard Name Identifier: 0000 0005 0126 9818
- Library of Congress Control Number: no2020045198
- Virtual International Authority File: 6532158631010223370002
- WorldCat: E39PBJvhp3qHHQH4BM6J8MtdwC